# Cilício

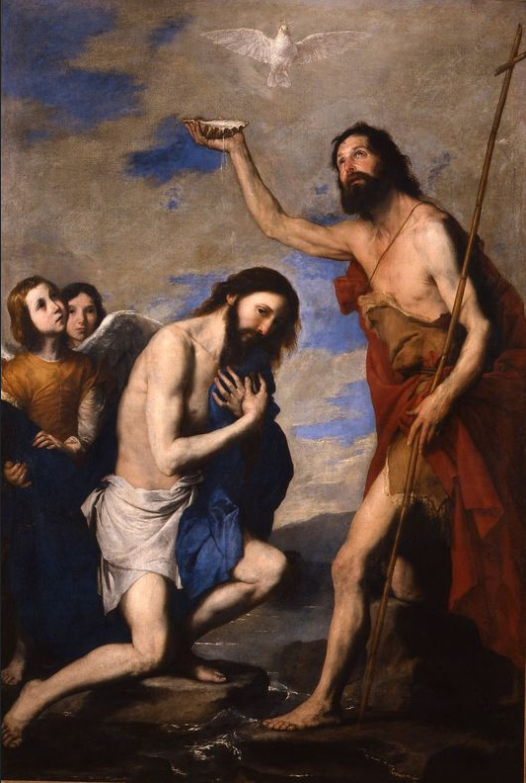
São João Batista em trajes rústicos. Batismo de Cristo, por José de Ribera, 1643.

Cilício é uma túnica, cinto ou cordão de crina, que se traz sobre a pele para mortificação ou penitência.
O termo vem do latim "cilicinus", que quer dizer "feito de pelo de cabra", ou "cilicium", que quer dizer "tecido áspero ou grosseiro de pelo de cabra" ou "vestido de gente pobre". Hoje é conhecido como instrumento de mortificação voluntária, ao lado do jejum e abstinência, dentre outras formas.

## Origem
Modernamente tem sido substituído por instrumentos mais discretos que produzem efeito corporal similar. Muitos santos usaram o cilício para penitência, mortificação ou sacrifício voluntário. 
São João Batista vestiu-se com pele de cabra enquanto se afastou no deserto e jejuava. Santa Rosa de Lima, discretamente, usava espinhos por debaixo de uma coroa de rosas que portava com habitualidade. São Tomás Moro, por debaixo da camisa de seda com que comparecia à corte de Henrique VIII, usava habitualmente uma outra de tecido grotesco, a título de cilício, como forma de sacrifício voluntário. O Papa Paulo VI, Madre Teresa de Calcutá e a irmã Lúcia de Fátima praticaram a mortificação corporal dentre muitos outros religiosos e leigos.

## Meio de mortificação ou penitência

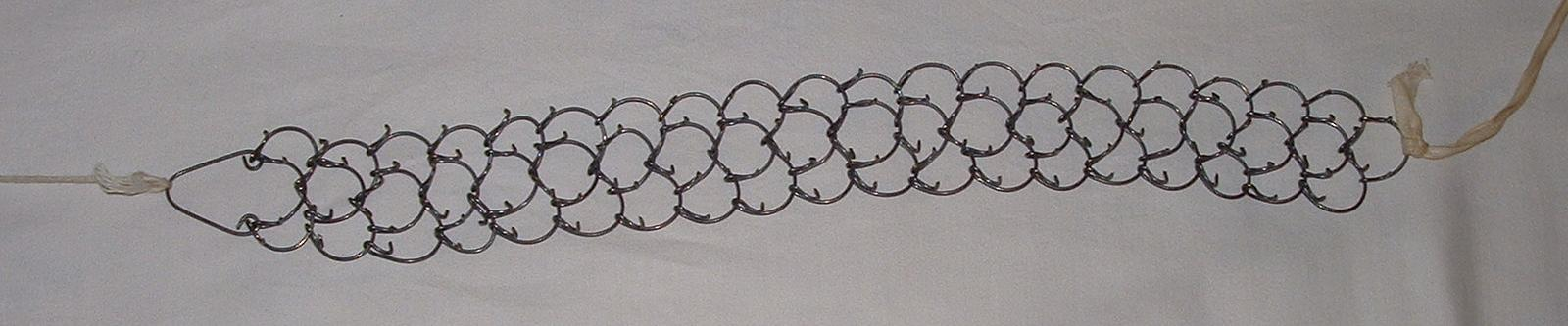
Modalidade de cilício.

Nos primeiros anos do cristianismo a utilização de tecidos grosseiros, como meio de mortificação física e para ajudar a resistir às tentações da carne se tornou muito comum. Não somente os ascetas e aqueles que aspiravam uma vida de perfeição cristã, mas mesmo entre os leigos ordinários se serviam como de um antídoto discreto contra a ostentação exterior e o conforto nas suas vidas.
São Jerónimo menciona o uso do cilício entre oficiais mundanos, assim como Santo Atanásio, São João Damasceno e Teodorico I e muitos outros testemunham o seu uso no seu tempo. Na mesma época, São Cassiano de Ímola reprovou o seu uso, afirmando que satisfazia à vaidade de quem se mortificava e que atrapalhava a aplicação ao trabalho manual. Na Regra de São Bento de Nursia não se menciona o uso do cilício, mas a S. Benedictus illustratus, sive Disquisitionsum monasticarum libri XII, quibus S.P. Benedicti Regula et religiosorum rituum antiquitates varie dilucidantur de Benedict van Häften, escrita no século XVII, sustenta que era frequente o seu uso na etapa inicial da ordem.

## Idade Média

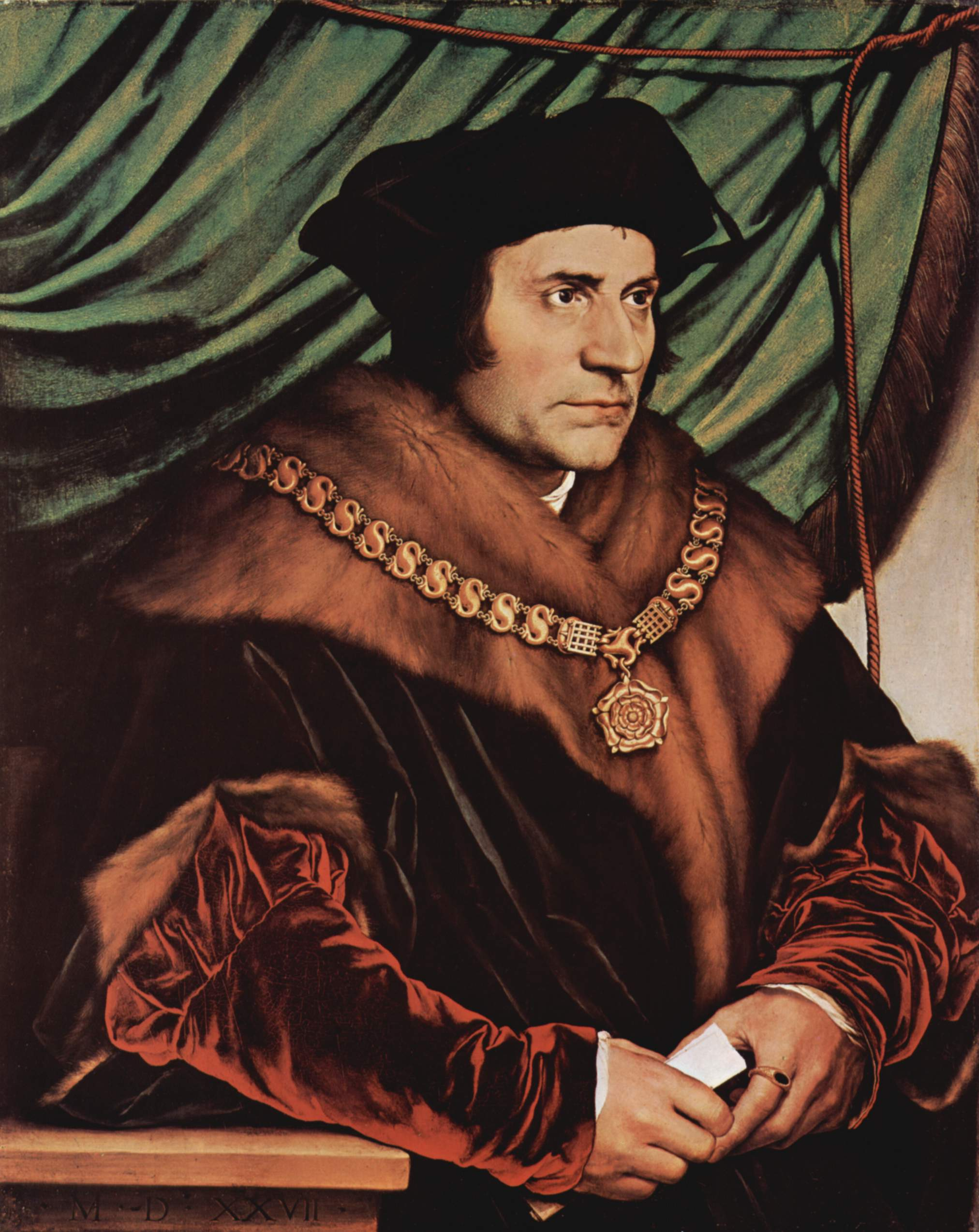
São Tomás Moro (1478-1535) por Hans Holbein, o Jovem (1527).

Na época de Santo Agostinho de Hipona, os batizados adultos vestiam o cilício simbolicamente durante parte da cerimônia. Na Idade Média, seu uso generalizou-se, a maioria das ordens monásticas adotou o uso; desde esta época data a prática de fazê-la de fios delgados, para incrementar o incômodo. Deixou de ser usado apenas por monges e religiosos para ser usado pelos leigos que viviam no meio do mundo. O Beato Carlos Magno, por exemplo, foi enterrado com o cilício que havia usado durante a vida. O mesmo se diz de São Tomás Becket. Os penitentes o vestiam durante a Quarta-Feira de Cinzas e o altar da igreja se cobria com um pano deste material durante a Quaresma. No retrato de São Tomás Moro, feito por Hans Holbein, o Jovem, aparece parte deste material próximo dos punhos e do pescoço, sob as finas roupas do Lord Chancellor.

## Atualidade
Notadamente, os cartuxos e os carmelitas prescrevem o seu uso nas respectivas regras, em outras ordens religiosas o cilício e as disciplinas são usados em caráter voluntário ou individual. No lugar da antiga camisa ou vestimenta emprega-se uma pequena corrente ou cinturão metálico dotado de pequenas pontas que se ata firmemente ao músculo ou nas axilas, as pequenas lesões são cutâneas e não provocam, de ordinário, sangramento - diferentemente da representação exagerada que se vê em algumas versões literárias ou cinematográficas  - entretanto deixam marcas visíveis.
Allen Jr. noticia que em 1977 havia uma lista de preços fornecida pelo Convento das Carmelitas Descalças de Santa Teresa, em Livorno, Itália, convento em que as freiras fabricam à mão cilícios e disciplinas para suprir encomendas do mundo todo. Os produtos são listados sob o nome genérico de "instrumentos de penitência", quando é recebida a encomenda ela é despachada sob a rubrica de "objetos religiosos".
Allen Jr. informa ainda, a título de exemplo, que além das próprias freiras carmelitas, dentre outros os Irmãos e Irmãs Franciscanos da Imaculada Conceição, ordem fundada em 1965, com aprovação da Santa Sé em 1988 e o Mosteiro Mãe da Igreja, em Lagos no Camboja, sacerdotes e membros leigos celibatários da Prelazia do Opus Dei também fazem uso habitual do cilício.

## Sentido do sofrimento
Supõe-se que várias ordens religiosas católicas fazem uso regular do cilício por pequenos períodos, como instrumento de mortificação com o objetivo de aliar algum sacrifício pessoal ao Sacrifício de Cristo na Cruz, com espírito de penitência, de reparação e desagravo.
A mortificação corporal, da qual o cilício é apenas um instrumento, pertence ao patrimônio espiritual da Igreja, é feita pelos religiosos católicos com o espírito que narra o Papa João Paulo II na Carta Apostólica Salvifici Dolores: Cristo não escondia aos seus ouvintes a necessidade do sofrimento. Pelo contrário, dizia-lhes muito claramente: "Se alguém quer vir após mim... tome a sua cruz todos os dias" (Lc. 9,23); e aos seus discípulos punha algumas exigências de ordem moral, cuja realização só é possível se cada um se "renega a si mesmo".
E ainda, no mesmo documento: Assim como todos foram chamados a "completar" com o próprio sofrimento "o que falta aos sofrimentos de Cristo" (1Pd 4,13 e Cl 1,24). Cristo ensinou o homem a fazer o bem com o sofrimento e, ao mesmo tempo, a fazer o bem a quem sofre. Sob este duplo aspecto, revelou cabalmente o sentido do sofrimento.